# Маврінськ
Ма́врінськ (рос. Мавринск) — село у складі Солнечного району Хабаровського краю, Росія. Входить до складу Хурмулинського сільського поселення.

## Населення
Населення — 2 особи (2010; 13 у 2002).
Національний склад (станом на 2002 рік):
- росіяни — 77 %